# Carles Cardó
Carles Cardó i Sanjoan (Valls, 5 maggio 1884 – Barcellona, 24 marzo 1958) è stato un presbitero, scrittore e poeta spagnolo.

## Biografia
Cardó fu uno dei principali promotori in Catalogna dei movimenti d'avanguardia cristiana: biblico, sociale e liturgico. Militò nel movimento catalanista e partecipò ai dibattiti pubblici intorno a temi politici, sociali e religiosi. Nel 1936 si trasferì in Italia e in seguito si stabilì a Friburgo in Svizzera. Ritornò a Barcellona nel 1954.